# Obraz Matki Bożej Pocieszenia (Oława)
Obraz Matki Bożej Pocieszenia — obraz w kościele Najświętszej Maryi Panny Matki Pocieszenia w Oławie.

## Historia obrazu
Czas powstania obrazu i miejsce nie są znane. Według zachowanych informacji był własnością Łaszczów i umieszczony w ich posiadłości w Nabrożu. W czasie najazdów kozackich został skradziony i wywieziony do Czehrynia. Obraz został zakupiony przez właściciela dóbr witkowskich, przywieziony i ofiarowany do kościoła św. Anny w Witkowie Nowym. Następnie został przeniesiony do kościoła Świętej Trójcy przy augustiańskim zespole klasztorno-kościelnym. Po kasacie zakonu stan obrazu ulegał zniszczeniu. Pod koniec XIX wieku przybyli na te tereny księża ze Zgromadzenia Misji z Krakowa. Odnowiony obraz rozniecił zagasły kult. W 1944 kościół został podpalony, obraz udało się uratować. W 1945 ks. Tadeusz Pilawski, ówczesny proboszcz, zabrał obraz i wraz z repatriantami przybył do Oławy. Wizerunek umieszczono w kościele św. Błażeja i wezwanie świątyni zmieniono na wezwanie maryjne.

## Opis obrazu
Obraz ma wymiary 76 x 130 cm namalowany jest na desce i przyozdobiony jest srebrną sukienką i złotymi koronami. Wyróżniającą cechą jest przedstawienie Maryi w 3/4 postaci od kolan w górę.

## Koronacja obrazu
Kardynał Henryk Gulbinowicz dokonał koronacji obrazu 29 maja 2003 na prośbę ówczesnego księdza proboszcza, licznego duchowieństwa dekanatu i wiernych. 

## Kult obrazu
W 1680 zaczęto spisywać łaski otrzymane za wstawiennictwem Matki Bożej. Rokrocznie przychodziły liczne pielgrzymki. Według ustnej tradycji w podziękowaniu za ocalenie rodzin przybywali dwaj staruszkowie Ritter von Brandt z Krystynopola i Graf Łomnicki z Wareża. W każdy wtorek odmawiana jest nowenna i msza święta przy obrazie i w sobotę sprawowana jest msza wotywna o Matce Bożej Pocieszenia.